# الجمهورية الأوكرانية السوفيتية
الجمهورية الأوكرانية السوفيتية (بالروسية: Украинская Советская Республика)‏ كان أحد أسماء التشكيلات شبه الحكومية السوفيتية الأوكرانية السابقة (جمهورية السوفييت الشعبية الأوكرانية)، وهي حكومة سوفيتية موالية للبلاشفة كانت تقيم في خاركيف.

## التاريخ
يبدأ تاريخ الجمهورية الأوكرانية باسم الجمهورية الأوكرانية السوفيتية وحكومتها من 24 و25 ديسمبر 1917 عندما تم عقد أول مؤتمر لمجالس عموم أوكرانيا (راداس، سوفيتات) في خاركيف، والذي أعلن أوكرانيا جمهورية أوكرانية بالأسماء جمهورية السوفييت الشعبية الأوكرانية - الجمهورية الأوكرانية السوفيتية. اتخذ المؤتمر قرارًا بالتحالف الوثيق مع الجمهورية الروسية (السوفيتية أيضًا) واللجنة التنفيذية المركزية المنتخبة (بالأوكرانية: ЦВК)‏.
تمت إعادة تأسيس الجمهورية في 19 مارس 1918، في المؤتمر السوفيتي الثاني لعموم أوكرانيا في يكاترينوسلاف، بعد توقيع معاهدة برست ليتوفسك من قبل جمهورية روسيا الاتحادية الاشتراكية السوفيتية في 3 مارس. لقد كانت الحكومة السوفيتية والشعب، اللذين دعموها، متحالفين بشكل وثيق مع جمهورية روسيا السوفيتية. بعد انتصار الحكومة السوفيتية في أوكرانيا، أعيدت تسمية الجمهورية الشعبية الأوكرانية رسميًا تحت اسم الجمهورية الأوكرانية السوفيتية ثم جمهورية أوكرانيا الاشتراكية السوفيتية التي أصبحت أحد مؤسسي الاتحاد السوفيتي.
تُعرف القوات العسكرية للحكومة السوفيتية التابعة للجمهورية الأوكرانية في ذلك الوقت باسم جيش القوزاق الأحمر، الذي صار لاحقًا جزءً لا يتجزأ من الجيش الأحمر للاتحاد السوفيتي.
وحدت الجمهورية كلًا من: جمهورية السوفييت الشعبية الأوكرانية، وجمهورية دونيتسك كريفوي روج السوفيتية، وجمهورية أوديسا السوفيتية كجزء من جمهورية روسيا السوفيتية. ومع ذلك، سرعان ما أسقطتها قوات قوى المركز وجمهورية أوكرانيا الشعبية.
في 18 أبريل 1918، أعلنت الجلسة التالية للجنة التنفيذية المركزية للسوفييت في تاغانروغ، أن حكومة أوكرانيا السوفيتية واللجنة التنفيذية المركزية لأوكرانيا وأمانة الشعب قد تم دمجهم الآن باسم «المكتب الأوكراني» لتوجيه نضال المتمردين ضد الاحتلال الألماني.